# ستار إمباير إنترتينمنت
ستار إمباير إنترتينمنت (كورية:스타제국 Seuta Jeguk) هي شركة ترفيه كورية جنوبية تأسست في عام 2000. «ستار إمباير» متخصصة في إنتاج موسيقى ريذم أند بلوز والهيب-هوب . حاليا تضم فرق  وي.أو.إس، زيا, و‌ناين ميوسز.

## فنانين
- ناين ميوسز
- زي يا

- امفاكت
- سوريل (غير نشطين)
- سيو إن يونغ

### الفناين السابقين
- جوليري (2001-2015)
- فويس أوف سول (2004 - 2015)
- كيم سوري (2006-2009) مغنية منفردة

### المتدربين السابقين
- فيكتوريا ( العضوة السابقة في فرقة دال شابيت)
- الممثلة جين سي يون
- إيونيس من فرقة دايا
- كيم نايونغ من فرقة قوقودان
- تايونغ من فرقة إس إف 9
- دينو من فرقة هالو
- سيونغهوان من فرقة روميو.
- هان هيري متسابقة Produce 101.

## روابط خارجية
- الموقع الرسمي